# Au micro !
Au micro ! (sous-titré : Une nouvelle voix pour le foot) est une émission française de télévision, diffusée sur Canal+ à partir de 2024.
Présentée par l'humoriste Redouane Bougheraba, il s'agit d'un talent show pour trouver « la voix » qui commentera les matchs de Ligue des champions pour la chaîne cryptée. 

## Description
En juin 2023, Thomas Sénécal, directeur des sports de Canal+, lance un casting géant de commentateurs non-professionnels pour devenir la nouvelle voix des matchs de Ligue des champions diffusés sur la chaîne. Cette dernière reçoit 10 000 candidatures (dont 200 de femmes) ; trente candidats sont sélectionnés qui devront se départager lors de trois épisodes (tournés à Paris, Marseille et Lens),. Ils seront testés par le jury, sur leur connaissance sur l'histoire du football et leur culture générale, ainsi que sur 50 secondes de commentaire d'un grand match de Ligue des champions,. Au fil des trois premiers épisodes, quatre candidats sont sélectionnés par le jury, parmi les dix concurrents. Le vainqueur est connu le 31 mai 2024 (la veille de la finale de la Ligue des champions) et signe un contrat de travail à durée déterminée (CDD) avec le service des sports de Canal+ à l'été 2024,.
Réalisé par Matthieu Allard, le télé-crochet est découpé en neuf épisodes de 35 minutes, diffusé chaque mercredi à partir du 10 avril, jusqu'au vendredi 31 mai,.
En mai 2024, Canal+ annonce que l'émission est renouvelée pour une deuxième saison. La diffusion de cette deuxième saison est prévue pour débuter à la fin de l'été 2025 d'après Thomas Sénécal.
À l'approche du MIPCOM en octobre 2024, le concept de l'émission a été optionné par plusieurs diffuseurs aux États-Unis, au Royaume-Uni, en Italie ou en Espagne pour des adaptations locales.

## Participants

### Saison 1
- Présentateur : Redouane Bougheraba
- Jury :
  - Laure Boulleau
  - David Ginola
  - Hervé Mathoux
- Candidats :
  - Paris : Alexandre, Arnaud, Édouard, François, Janique, Jordy, Maël, Namnata, Steven, Tristan
    - Alexandre, Arnaud, Édouard, Steven (qualifiés Épisode 1)

  - Marseille : Albin, Bastien, Benjamin, Christophe, Dounia, Khadim, Marion, Maxime, Sacha, Yamoussa
    - Bastien, Christophe, Khadim, Maxime (qualifiés Épisode 2)

  - Lens : Bassamba, Florian, François, Jean, Kocella, Lotfi, Mélanie, Meziane, Sophie, Vincent
    - François, Jean, Lotfi, Mélanie (qualifiés Épisode 3)

Le gagnant est Alexandre Araujo, âgé de 25 ans, diplômé en informatique d'une école d'ingénieur et supporter du Benfica Lisbonne,.
À l'annonce de la diffusion future de la saison 2, Canal+ a également annoncé que d'autres candidats de cette saison ont pu travailler dans le milieu du commentaire sportif grâce à ce casting.

## Audiences
Diffusé sur Canal+ et Canal+ Foot, le premier épisode réunit en moyenne 277 000 téléspectateurs, soit 3,8 % de part d'audience.